# Jean Tarin
Jean Tarin, sieur de Montbertault, est un érudit et ecclésiastique français, recteur de l'Université de Paris en 1625-1626 et historiographe du roi, né à Beaufort-en-Anjou le 11 septembre 1590, et mort à Paris le 21 janvier 1666 .

## Biographie
Jean Tarin est le fils de Philippe Tarin et de Marie Passineau. Philippe Tarin avait hérité en 1585 de son père, Jacques, une propriété à la Hérissière qu'il a agrandie en achetant la closerie du Tertre en 1596 et 1601. En 1605 il est élève des Jésuites au collège de La Flèche. Son père meurt pendant ses études, sa mère se remarie avec un marchand, Charles Babin, qui meurt peu après. Sa mère se remarie avec un marchand-bourgeois de Saint-Pierre du Lac, René de Bougné.
Ses maîtres du collège de La Flèche lui ont proposé d'entrer dans la Compagnie de Jésus, ce qu'il refusé. Il est allé poursuivre ses études à Paris où il a pris le degré de Maître ès arts. Ayant décidé de rester attaché à l'université, il a pris l'habit ecclésiastique. On le retrouve dans un acte d'achat de la ferme de Chérisson, à Bauné, dans lequel il est présenté comme bachelier de théologie présent à Paris.
En 1616 il a prononcé l'éloge funèbre du cardinal de Gondi qu'il a publié sous le titre de Laudatio funebris P. cardinalis de Gondiaco, auctore Joanne Tarino, Andegavensi. Peu après il occupe la chaire de rhétorique du collège d'Harcourt avant d'être élu le principal. Il a été le doyen de la tribu de Tours et le précepteur du président de Thou.
Il a traduit du latin et publié, en 1618, dans un seul ouvrage le Philocalia d'Origène, le De Mundi opificio contra philosophos disputatio de Zacharie, évêque de Mytilène, le De Hominibus Creatione (Sur la création de l'Homme) d'Anastase prêtre du Mont Sinaï.
En 1625, la publication à Rome par le jésuite italien Antonio Santarelli du Tractatus de hæresi, schismate, apostasia, sollicitatione in sacramento pœnitentiœ et de de potestate Summi Pontificis in his delictis puniendis a déplu à l'église gallicane. Jean Tarin, recteur de l'Université de Paris en 1625-1626, a provoqué la condamnation du traité par la Sorbonne, confirmée par le parlement de Paris. Cette condamnation a attiré l'attention de Louis XIII qui lui a écrit le 3 mai 1626 pour le féliciter et lui proposer plusieurs évêchés, en lui conférant la charge de lecteur du roi. 
Il a refusé les évêchés et a choisi de se marier à Semur en 1628. Il a eu de son mariage plusieurs enfants qui se sont établis en Bourgogne et en Anjou.
Pendant son rectorat de l'Université de Paris, il a fait un procès contre les professeurs du Collège royal en voulant les soumettre à son autorité et à celle de l'université. Ils ne dépendaient que du roi et du Grand aumônier de France. L'arrêt du Conseil du roi lui a donné tort. Il a défendu les droits de l'université quand il présente une requête contre le contrat passé entre l'évêque du Mans et les jésuites du collège de Clermont pour étendre le collège en annexant le collège du Mans dans les Remontrances présentées au parlement de Paris.
En 1636 il est nommé à la chaire d'éloquence grecque et latine au collège royal de France après la mort de Jean Ruault (1580-1636). 
Il a été l'ami de l'abbé de Marolles à la duquel il a traduit du grec les deux premiers chapitres de l' Épître de Saint Paul aux Éphésiens. Gui Patin a fait l'éloge de son savoir : « Plût à Dieu que je susse autant de grec et de latin qu'en savait J. Tarin ! Il savait tout, il était vraiment panepistemon, aussi bien qu'Ange Politien ; c'est un abîme de science et un des savants du monde ; je n'ai jamais vu un tel prodige ».  
Il a été nommé historiographe de France en 1663.